# バンディドス
『バンディドス』（Bandidos、あるいはCrepa tu... che vivo io）は、1966年に製作され1967年に公開されたイタリア、スペインの映画。出演はエンリコ・マリア・サレルノなど。『荒野の用心棒』などで撮影監督を務めたマックス・デルマン（マッシモ・ダラマーノ）の監督デビュー作となったマカロニ・ウェスタン作品である。

## キャスト
| 役名                   | 俳優                           | 日本語吹替  | 日本語吹替  |
| 役名                   | 俳優                           | 東京12ch版1 | 東京12ch版2 |
| ---------------------- | ------------------------------ | ----------- | ----------- |
| リチャード・マーティン | エンリコ・マリア・サレルノ     | 小林昭二    | 森山周一郎  |
| フィリップ・レイモンド | テリー・ジェンキンス           | 江角英明    | 伊武雅之    |
| ベティー・スター       | マリア・マルティン             | 藤原登紀子  |             |
| ビリー・ケーン         | ヴェナンチーノ・ヴェナンチーニ |             |             |
| クレイマー             | マルコ・グリエルミ             |             |             |
| ヴィゴンツァ           | クリス・ウェルタ               |             |             |
| ムノス                 | マッシモ・サルキエッリ         |             |             |

- 東京12ch版1：初回放送1972年3月23日『木曜洋画劇場』21:00-22:56 ※「虐殺の用心棒」の題で放送
- 東京12ch版2：初回放送1979年9月13日『木曜洋画劇場』21:00-22:54